# ГЭС Промисан
ГЭС Промисан им. Мариу Лопеш Леан (порт. Usina de Promissão, или порт. Usina Hidrelétrica Mário Lopes Leão) — гидроэлектростанция в муниципалитетах Аваньяндава и Промисан Бразилии с установленной мощностью 264 МВт, расположена на притоке Параны реке Тиете.
Названа в честь бразильского инженера Лопеша Леана, ГЭС была построена в связи с распространением в окрестностях культивирования сахарного тростника.

## Общие характеристики
Основные сооружения ГЭС в себя включают:
- комбинированную каменно-насыпную и гравитационную плотину общей длиной 3630 м;
- водосброс плотины пропускной способностью 6680 м³/сек;
- машинный зал с тремя генераторами по 88 МВт;
- однониточный шлюз с камерой 142×12×3,5 м.

Плотина ГЭС сформировала водохранилище, которое на отметке 384 м НУМ имеет площадь 530 км2. Допускается сработка водоема до 379,7 м, полный объем водохранилища составляет 8,1 км³, полезный — 2,128 км³. Строительство шлюза было закончено в 1986 году.